# اتحاد بروناي لكرة القدم
تأسس اتحاد بروناي لكرة القدم في عام 1956 وانضم إلى الاتحاد الدولي لكرة القدم في 1969 ثم انضم إلى الاتحاد الآسيوي لكرة القدم في 1970.